# Victor Edvard Lilienberg
Victor Edvard Lilienberg, född 7 april 1839, död 1916, var en svensk väg- och vattenbyggnadsingenjör.
Efter studentexamen 1853 utexaminerades Lilienberg från Högre artilleriläroverket på Marieberg 1861. Han blev i Väg- och vattenbyggnadskåren löjtnant 1864, kapten 1878 och major 1897. 
Lilienberg var vid statens järnvägsbyggnader elev 1857 och nivellör 1857–59 och 1861–63. Han var byråingenjör vid Sammanbindningsbanan 1863–68 och sektionsingenjör vid denna 1868–72. Han var stationsingenjör vid byggandet av Bergslagernas Järnvägar 1872–75, chef för Stockholms stads hamn- och brobyggnader 1875–1905 och biträdande ingenjör i Väg- och vattenbyggnadsstyrelsen från 1906. 
Lilienberg var bland annat även t.f. lärare i allmän byggnadslära vid Teknologiska institutet 1871–72, rådgivande ingenjör vid kajbyggnad i Vaxholm 1887 och verkställde besiktningar på vattenbyggnader 1879–96. Han skrev Om strömmarna i Stockholm, undersökn:r och beräkn:r (1891) och Om Stockholms hamn (1908). Han var ordförande i Svenska numismatiska föreningen från 1906.